# Francisc al II-lea al Celor Două Sicilii
Francisc al II-lea (italiană Francesco II, botezat Francesco d'Assisi Maria Leopoldo, (n. 16 ianuarie 1836, Napoli, Regatul celor Două Sicilii – d. 27 decembrie 1894, Arco, Trentino-Tirolul de Sud, Italia) a fost rege al Regatului celor Două Sicilii din 1859 până în 1861.  A fost ultimul rege al Regatului celor Două Sicilii. Invaziile succesive ale lui Giuseppe Garibaldi și Victor Emmanuel al II-lea al Sardiniei au dus la sfârșitul domniei sale și la marcarea primului eveniment major din unificarea Italiei. După ce a fost detronat, regatul celor Două Sicilii și regatul Sardiniei s-au unit cu nou formatul regat al Italiei.

## Primii ani
Singurul fiu și moștenitor al regelui Ferdinand al II-lea al Celor Două Sicilii și al primei lui soții, Maria Christina de Savoia, Francisc al II-lea a fost ultimul rege bourbon al Neapolelui. Educația lui a fost neglijată și s-a dovedit un om de caracter slab, puternic influențat de mama lui vitregă, Maria Tereza de Austria, de care se temea.
La 3 februarie 1859 la Bari, Francisc s-a căsătorit cu prințesa Maria Sophie a Bavariei din casa regală de Wittelsbach (sora mai mică a împărătesei Sissi a Austriei). Singura lor fiică, Prințesa Maria Cristina Pia, a trăit doar trei luni (24 decembrie 1869 - 28 martie 1870).

## Domnie

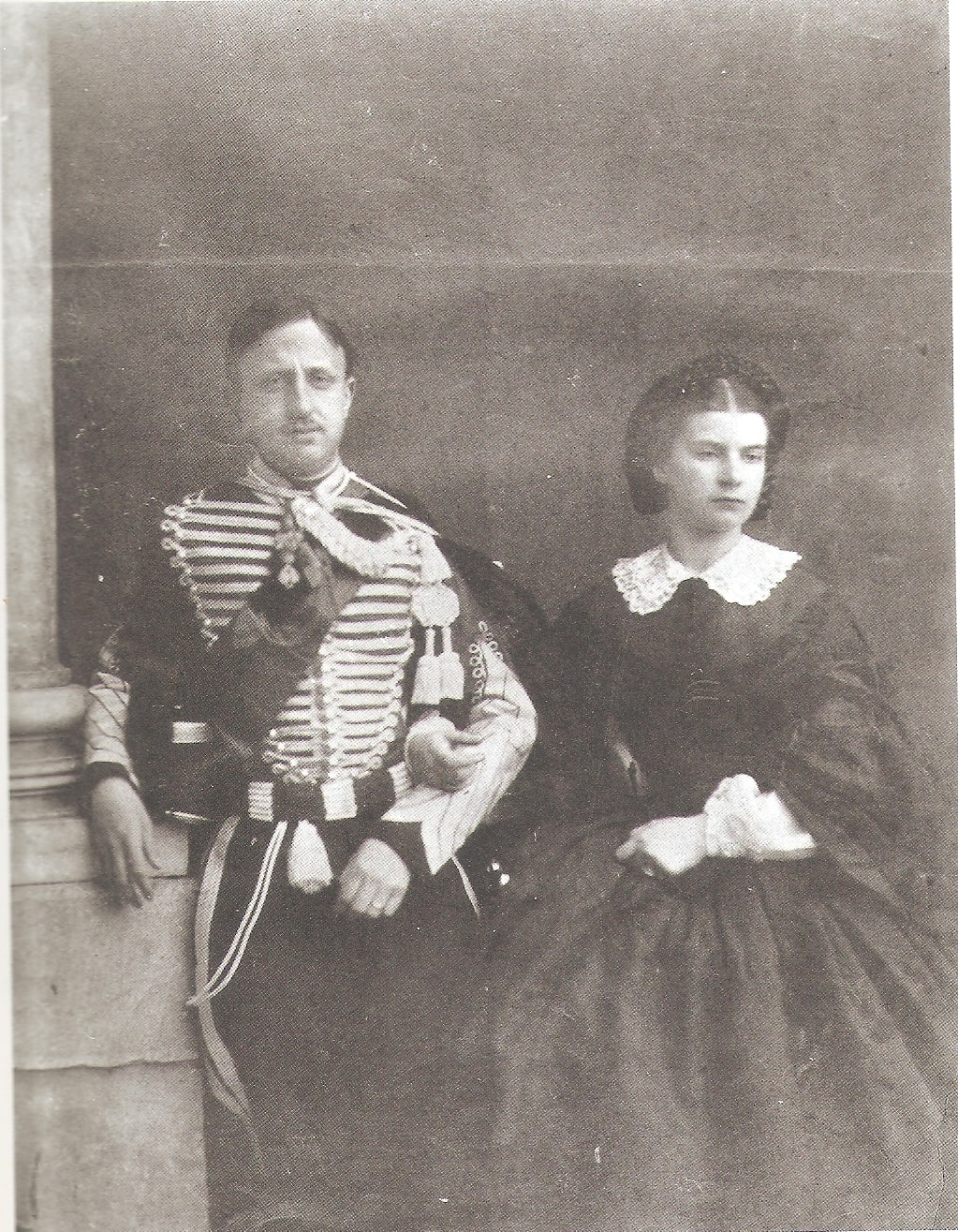
Francisc al II-lea cu soția sa Maria Sophie, c. 1860.

Francisc al II-lea a urcat pe tron la vârsta de 23 de ani, după decesul tatălui său (22 mai 1859). Pentru postul de prim ministru el l-a numit pe Carlo Filangieri, care conștient de importanța victoriei franco-piemonteze din Lombardia l-a sfătuit pe Francisc al II-lea să accepte alianța cu regatul Sardiniei propusă de Camillo Benso, conte di Cavour. La 7 iunie, o parte din Garda Elvețiană s-a revoltat, și în timp ce regele le-a promis că se va gândi la plângerile lor, generalul Alessandro Nunziante și-a adunat trupele i-a înconjurat pe rebeli și i-a împușcat. Incidentul a dus la desființarea întregii Gărzii elvețiene.
Cavour a propus din nou o alianță între Piemont și Neapole pentru a diviza Statele Papale dar Francisc a respins o idee care i se părea ca erezie. Filangieri a susținut insistent o Constituție ca singura măsură care ar putea salva dinastia, dar la refuzul regelui, a demisionat.
Între timp, partidele revoluționare conspirau pentru răsturnarea bourbonilor în Calabria și Sicilia și Giuseppe Garibaldi a fost pregătit pentru un raid în sudul Italiei. O conspirație în Sicilia a fost descoperită și complotiștii pedepsiți cu severitate brutală însă Rosalino Pilo și Francesco Crispi, care au organizat mișcarea, au scăpat de execuție. Când Garibaldi a ajuns la Marsala (mai 1860) cu Expediția celor O Mie, el a cucerit insula cu ușurință uimitoare.
Aceste evenimente l-au determinat pe Francisc al II-lea să garanteze constituția dar promulgarea ei a fost urmată de tulburări în Neapole și de demisia mai multor miniștri; Liborio Romano a devenit șef al guvernului. Dezintegrarea armatei și marinei a urmat rapid. Garibaldi, care a traversat strâmtoarea Messina, avansa spre nord și era primit pretutindeni de către oameni ca un eliberator. După lungi ezitări și chiar un apel la Garibaldi și la sfatul lui Romano, Francisc al II-lea a părăsit Neapole la 6 septembrie împreună cu soția sa, Maria Sophia, curtea și corpurile diplomatice (cu excepția miniștrilor francezi și englezi), și a plecat pe mare la Gaeta, unde se afla concentrată o mare parte a armatei sale.
Ziua următoare Garibaldi a intrat în Neapole unde a fost primit cu entuziasm și a format un guvern provizoriu.
Regele Victor Emanuel al II-lea a decis o invazie a Statelor Papale și după ocuparea regiunilor Umbria și Marche a intrat în regat napolitan. Trupele lui Garibaldi i-au învins pe regaliști în bătălia de la Volturno (care a avut loc la 1 și 2 octombrie), în timp ce piemontezi au capturat Capua.
Regatul celor două Sicilii a încetat să existe și teritoriul său a fost încorporat în cel al Regatului Sardiniei (redenumit curând în Regatul Italiei) iar Francisc al II-lea a fost detronat. Francisc și Maria Sophia, acum fără coroană, au dus de atunci o viață rătăcitoare trăind în Austria, Franța și Bavaria. în 1894, Francisc a murit la Arco în Trentino (acum nord-estul Italiei, în acel moment făcea parte din Austro-Ungaria). Văduva sa i-a supraviețuit 31 de ani și a murit la Munchen. La moartea lui Francisc al II-lea, fratele său vitreg, Prințul Alfonso, a devenit pretendent la tronul Regatului celor două Sicilii.